# ボビー・ホフマン
ボビー・ホフマン（Bobby Hoffman、1966年10月28日 - ）は、アメリカ合衆国の男性総合格闘家。アイオワ州センターヴィル出身。ユニバーサル・グラップリング・アカデミー所属。元KOTC世界ヘビー級王者。

## 来歴
2000年2月26日、初参戦となったリングスでグロム・ザザと対戦し、開始34秒右フックでKO勝ち。4月20日、リングス2戦目でボリス・ジュリアスコフと対戦し、フックの連打でKO勝ち。6月15日、リングス3戦目でアリスター・オーフレイムと対戦し、右フックで失神KO勝ち。
2000年9月22日、UFC初参戦となったUFC 27でモーリス・スミスと対戦し、判定負けを喫した。
2000年12月22日、リングスKOKトーナメント1回戦でヨープ・カステルにKO勝ちするも、2回戦でヴォルク・ハンに判定負けを喫し決勝ラウンド進出ならず。
2001年2月23日、UFC 30でマーク・ロビンソンと対戦し、1R3分27秒肘打ちでKO勝ちを収めたが、試合後の薬物検査で陽性反応が出たためノーコンテストに変更となり、ニュージャージー州アスレチック・コントロール・ボードから半年間の出場停止処分を受けた。
2001年4月20日、RINGSワールドタイトル決定トーナメント・ヘビー級1回戦で柳澤龍志に判定勝ち。8月11日、準決勝でイリューヒン・ミーシャにTKO勝ちするも左肩を脱臼し、エメリヤーエンコ・ヒョードルとの決勝を棄権、準優勝となった。
2001年11月2日、UFC 34でジョシュ・バーネットと対戦し、パウンドによるタップアウト負け。試合後の薬物検査でまたしても陽性反応が出た。
2001年11月、窃盗・暴行および武器不法所持の罪で懲役2年を判決を受けた。それに伴い、保持していたKOTC世界ヘビー級王座を剥奪された。
2003年2月21日、復帰戦となったKOTC 21のKOTC世界ヘビー級王座決定トーナメントで優勝を果たし王座獲得に成功した。

## 戦績
| 総合格闘技 戦績 | 総合格闘技 戦績 | 総合格闘技 戦績 | 総合格闘技 戦績 | 総合格闘技 戦績 | 総合格闘技 戦績 | 総合格闘技 戦績 |
| --------------- | --------------- | --------------- | --------------- | --------------- | --------------- | --------------- |
| 50 試合         | (T)KO           | 一本            | 判定            | その他          | 引き分け        | 無効試合        |
| 36 勝           | 15              | 13              | 7               | 1               | 1               | 2               |
| 11 敗           | 1               | 5               | 4               | 1               | 1               | 2               |

| 勝敗 | 対戦相手                     | 試合結果                          | 大会名 | 開催年月日     |
| ○    | チャック・グリスビィ         | 1R TKO                            | Mainstream MMA: Inferno                                                                                       | 2006年8月12日  |
| ○    | ポール・オキーフ             | 1R 1:29 肩固め                    | KOTC: Predator                                                                                                | 2006年5月13日  |
| ×    | トニー・ボネーロ             | 1R ギブアップ（打撃）             | KOTC: Unfinished Business 【KOTC世界ヘビー級タイトルマッチ】                                                  | 2006年4月28日  |
| －   | トニー・ボネーロ             | 1R 2:28 ノーコンテスト            | KOTC: Gunfather 【KOTC世界ヘビー級タイトルマッチ】                                                            | 2006年2月10日  |
| ×    | エリック・ペレ               | 2R 2:55 TKO（パンチ）             | KOTC: Mortal Sins 【KOTC世界ヘビー級タイトルマッチ】                                                          | 2005年5月7日   |
| ×    | レオポルド・モンテネグロ     | 1R 三角絞め                       | Jungle Fight 3                                                                                                | 2004年10月23日 |
| ○    | ルーベン・ビシャレアル       | 1R 4:02 腕ひしぎ十字固め          | KOTC 39: Hitmaster                                                                                            | 2004年8月6日   |
| ×    | カーロス・バヘット           | 2R ギブアップ（パウンド）         | Jungle Fight 2                                                                                                | 2004年5月15日  |
| ○    | マイク・ウォルマック         | 1R 1:00 KO                        | Gladiator Challenge 25                                                                                        | 2004年4月20日  |
| ○    | ラディスラヴ・ザック         | 判定                              | 2 Hot 2 Handle                                                                                                | 2004年2月22日  |
| ×    | ポール・ブエンテロ           | 2R TKO                            | KOTC 30: The Pinnacle 【KOTC世界ヘビー級タイトルマッチ】                                                      | 2003年11月2日  |
| ○    | ポール・ブエンテロ           | 5分3R終了 判定3-0                 | KOTC 27: Aftermath                                                                                            | 2003年8月10日  |
| ○    | ジェイソン・ゴドシー         | 1R 1:56 TKO（パウンド）           | KOTC 21: Invasion 【ヘビー級王座決定トーナメント 決勝】                                                       | 2003年2月21日  |
| ○    | サム・ソテロ                 | 2R 0:23 ギブアップ（肩の負傷）    | KOTC 21: Invasion 【ヘビー級王座決定トーナメント 1回戦】                                                      | 2003年2月21日  |
| ×    | ジョシュ・バーネット         | 2R 4:25 ギブアップ（パウンド）    | UFC 34: High Voltage                                                                                          | 2001年11月2日  |
| ○    | ティム・"オバケ"・カタルフォ | 1R 3:56 ギブアップ（パウンド）    | KOTC 11: Domination 【KOTC世界ヘビー級タイトルマッチ】                                                        | 2001年9月29日  |
| ×    | エメリヤーエンコ・ヒョードル | 不戦敗（左肩脱臼による棄権）      | リングス WORLD TITLE SERIES 〜旗揚げ10周年記念特別興行〜 【ワールドタイトル決定トーナメント ヘビー級 決勝】   | 2001年8月11日  |
| ○    | イリューヒン・ミーシャ       | 2R 5:00 TKO（タオル投入）         | リングス WORLD TITLE SERIES 〜旗揚げ10周年記念特別興行〜 【ワールドタイトル決定トーナメント ヘビー級 準決勝】 | 2001年8月11日  |
| ○    | カウアイ・クピヒー           | 2R 4:00 ギブアップ（打撃）        | KOTC 9: Showtime 【KOTC世界ヘビー級王座決定戦】                                                               | 2001年6月23日  |
| △    | ボブ・シュライバー           | 5分2R終了 ドロー                  | Rings Holland: No Guts, No Glory                                                                              | 2001年6月10日  |
| ○    | 柳澤龍志                     | 5分2R終了 判定3-0                 | リングス 10th ANNIVERSARY WORLD TITLE SERIES 【ワールドタイトル決定トーナメント ヘビー級 1回戦】              | 2001年4月20日  |
| ○    | ジーン・フレジャー           | 1R 1:34 腕ひしぎ十字固め          | Rings USA: Battle of Champions                                                                                | 2001年3月17日  |
| －   | マーク・ロビンソン           | 1R 3:27 無効試合（薬物検査失格）  | UFC 30: Battle on the Boardwalk                                                                               | 2001年2月23日  |
| ×    | ヴォルク・ハン               | 5分3R終了 判定0-3                 | リングス KING of KINGS Bブロック 【2回戦】                                                                    | 2000年12月22日 |
| ○    | ヨープ・カステル             | 1R 0:43 KO（パンチ）              | リングス KING of KINGS Bブロック 【1回戦】                                                                    | 2000年12月22日 |
| ○    | アーロン・ブリンク           | 1R 1:34 TKO（戦意喪失）           | Rings USA: Rising Stars Final 【RISING STARS ヘビー級 決勝】                                                  | 2000年9月30日  |
| ○    | エリック・ペレ               | 5分2R+延長5分1R終了 判定3-0       | Rings USA: Rising Stars Final 【RISING STARS ヘビー級 準決勝】                                                | 2000年9月30日  |
| ×    | モーリス・スミス             | 5分3R終了 判定1-2                 | UFC 27: Ultimate Bad Boyz                                                                                     | 2000年9月22日  |
| ○    | グレッグ・ワイカン           | 1R 3:43 TKO                       | Extreme Challenge 36                                                                                          | 2000年8月26日  |
| ○    | アーロン・ブリンク           | 1R 3:12 ネッククランク            | Rings USA: Rising Stars Block A 【RISING STARS ヘビー級 2回戦】                                               | 2000年7月15日  |
| ○    | ヴィクトー・ブルツェフ       | 1R 3:13 TKO（パンチ）             | Rings USA: Rising Stars Block A 【RISING STARS ヘビー級 1回戦】                                               | 2000年7月15日  |
| ○    | サム・アドキンス             | 1R 2:25 TKO（ドクターストップ）   | Extreme Challenge 35                                                                                          | 2000年6月29日  |
| ○    | アリスター・オーフレイム     | 1R 9:39 KO（右フック）            | リングス Millennium Combine II                                                                                | 2000年6月15日  |
| ○    | ケリー・ショール             | 3分4R終了 判定3-0                 | WEF 9: World Class                                                                                            | 2000年5月13日  |
| ○    | ボリス・ジュリアスコフ       | 1R 8:00 KO（パンチ）              | リングス Millennium Combine                                                                                   | 2000年4月20日  |
| ○    | グロム・ザザ                 | 1R 0:34 KO（右フック）            | リングス KING of KINGS GRAND-FINAL                                                                            | 2000年2月26日  |
| ○    | アレックス・パズ             | 2R 1:39 ギブアップ（パンチ）      | WEF 8: Goin' Platinum                                                                                         | 2000年1月15日  |
| ○    | ポール・ウェルズ             | 1R 12:51 TKO                      | Cage Combat 5                                                                                                 | 1999年10月24日 |
| ×    | ジョシュ・バーネット         | 5分3R終了 判定0-3                 | SuperBrawl 13 【ヘビー級トーナメント 決勝】                                                                   | 1999年9月7日   |
| ○    | ヒース・ヒーリング           | 5分2R終了 判定3-0                 | SuperBrawl 13 【ヘビー級トーナメント 準決勝】                                                                 | 1999年9月7日   |
| ○    | リコ・ロドリゲス             | 1R 3:13 KO（パンチ）              | SuperBrawl 13 【ヘビー級トーナメント 1回戦】                                                                  | 1999年9月7日   |
| ○    | トム・サワー                 | 1R 4:46 フロントチョーク          | Extreme Challenge 27                                                                                          | 1999年8月21日  |
| ○    | アフマッド                   | 1R 1:14 TKO                       | Extreme Challenge 27                                                                                          | 1999年8月21日  |
| ○    | テオ・ブルックス             | 1R 7:47 ギブアップ（疲労）        | Cage Combat 2                                                                                                 | 1999年5月30日  |
| ○    | ロッキー・バタスティーニ     | 12分1R終了 判定                   | Extreme Challenge 24                                                                                          | 1999年5月15日  |
| ○    | ジョー・カンパネラ           | 1R 1:12 V1アームロック            | Extreme Challenge 24                                                                                          | 1999年5月15日  |
| ○    | マーク・トゥリアス           | 1R 11:55 サブミッション           | Extreme Challenge 20                                                                                          | 1998年8月22日  |
| ○    | ブラッド・ジョーンズ         | 1R 7:22 TKO（レフェリーストップ） | Extreme Challenge 16                                                                                          | 1998年3月26日  |
| ×    | マイク・デラネイ             | 15分1R終了 判定                   | RnB 2: Bare Knuckle Brawl                                                                                     | 1998年2月20日  |
| ○    | リック・グレイヴソン         | 1R 3:00 ギブアップ（パンチ）      | RnB 2: Bare Knuckle Brawl                                                                                     | 1998年2月20日  |

## 獲得タイトル
- RINGS RISING STARS ヘビー級 優勝（2000年）
- 第2代KOTC世界ヘビー級王座（2001年）
- 第3代KOTC世界ヘビー級王座（2003年）